# Za humny je drak
Za humny je drak je československá filmová pohádka natočená režisérem Radimem Cvrčkem roku 1982. Film vychází z předlohy Drak Mrak od spisovatelky Markéty Zinnerové, která je také autorkou scénáře. V tomto snímku si zahrálo také mnoho hereckých hvězd tehdejší doby včetně Josefa Kemra (který namluvil i postavu samotného draka), Ivany Andrlové, Jiřího Císlera či Lubomíra Kostelky.
Pohádka obsahuje i několik písní. Natáčela se na zámku Milotice.

## Děj
Příběh filmu se odehrává v jednom království, kde se v jeho okolí usídlí drak Mrak. Všude zavládne panika a král se bojí, že drak chce sníst jeho dceru, tedy princeznu. Tak vymyslí plán a do šlechtického stavu povýší uhlíře Patočku, aby drak mohl sežrat jeho dceru Lidku namísto princezny. Ovšem když Lidka pozná, že drak je dobré a přátelské povahy, tak se s ním ihned spřátelí.

## Obsazení
| Jiří Císler         | král Jan                                                  |
| Štefan Kvietik      | uhlíř Patočka (mluví Miroslav Moravec)                    |
| Josef Kemr          | děda Kovanda / hlas draka Mraka                           |
| Lubomír Kostelka    | hrabě Hugo z Justova, rádce krále Jana                    |
| Ivana Andrlová      | Lidka, Patočkova dcera                                    |
| Jan Šťastný         | princ Jan, syn krále Jana (mluví Gustav Bubník)           |
| Jana Beránková      | princezna Viola, dcera krále Jana (mluví Ilona Svobodová) |
| Maroš Kramár        | loutnista princ Marián (mluví Petr Svoboda)               |
| Drahomíra Hofmanová | Růžena, Patočkova žena                                    |
| Peter Debnár        | rytíř Černovous (mluví Jiří Bruder)                       |
| Antonín Jedlička    | hvězdopravec                                              |
| Jan Skopeček        | jasnovidec                                                |
| Jozef Jakubec       | Vincek, Patočkův syn (mluví Karel Sommer)                 |
| Martin Mráz         | Matěj, Patočkův syn (mluví Marcel Čermák)                 |
| Miroslav Krejčiřík  | Jožánek, Patočkův syn (mluví Martin Sobotka)              |

Dále hrají: Oldřich Vykypěl (král Marian, otec prince Mariána), Miroslav Středa (vrchní lovčí Bořivoj), Karel Semerád (šlechtic Zdislav z hor; mluví Stanislav Fišer), Oldřich Velen (šlechtic Otto z Tiškova), Jaromír Roštínský (šlechtic Marek; mluví Jiří Prager), Mojmír Maděrič (šlechtic Radomil), Pavel Leicman (šlechtic), František Houdek (šlechtic), Zdeněk Dvořák (šlechtic Viktor), Stanislav Tříska (žalářník), Maxmilian Hornyš (starší šlechtic, rádce krále Jana; mluví Jiří Hálek), Karol Čálik (králův komorník; mluví Jan Faltýnek)

## Tvůrci a štáb
- Režie: Radim Cvrček
- Námět a scénář: Markéta Zinnerová
- Dramaturg: Jaroslav Petřík
- Kamera: Karel Kopecký
- Výroba: Zdeněk Stibor
- Hudba: Harry Macourek
- Nahrál: Filmový symfonický orchestr (řídil Štěpán Koníček)
- Architekt: Zdeněk Rozkopal
- Návrhy kostýmů: Taťána Havlíčková
- Zvuk: Radomír Koutek
- Střih: Antonín Štrojsa
- Pomocný režisér: Ivan Frič

## Návštěvnost
- Od své premiéry v říjnu 1983 až do 31. prosince 1987 vidělo film v českých kinech v rámci 3 150 představení celkem 350 748 diváků.[4]
- Od své premiéry v říjnu 1983 až do 31. prosince 1991, kdy byl vyřazen z distribuce, vidělo film v českých kinech v rámci 4 094 představení celkem 421 661 diváků.[5]